# Sergej Litvinov
Sergej Nikolaevič Litvinov (in russo Сергей Николаевич Литвинов?; Tsukorova Balka, 23 gennaio 1958 – Soči, 19 febbraio 2018) è stato un martellista russo, fino al 1991 sovietico, due volte campione mondiale e campione olimpico ai Giochi di Seul 1988.

## Biografia
Considerato l'eterno secondo nella prima parte della sua carriera, dietro al connazionale Jurij Sedych, negli anni Ottanta ingaggerà con quest'ultimo un lungo duello a suon di record del mondo. Nel 1983 migliora per la terza volta in carriera il record mondiale, portandolo a 84,14, ma Sedych lo batte l'anno successivo a Cork, prima di migliorarlo ancora agli europei del 1986 di Stoccarda, portandolo a 86,74. Litvinov sempre nel 1986 raggiunge gli 86,04 m, che rimane al 2015 ancora la seconda miglior prestazione di sempre, dopo l'annullamento del lancio di Ivan Cichan a causa del doping, ottenuto nel 2005.
Riesce finalmente a prendersi la rivincita su Sedych a Seul 1988, dove con un lancio di 84,80 m batte l'eterno rivale, vincendo la medaglia d'oro olimpica.

## Palmarès
| Anno | Manifestazione  | Sede      | Evento              | Risultato | Prestazione | Note                  |
| ---- | --------------- | --------- | ------------------- | --------- | ----------- | --------------------- |
| 1980 | Giochi olimpici | Mosca     | Lancio del martello | Argento   | 80,64 m     |                       |
| 1982 | Europei         | Atene     | Lancio del martello | Bronzo    | 78,66 m     |                       |
| 1983 | Mondiali        | Helsinki  | Lancio del martello | Oro       | 82,68 m     |                       |
| 1986 | Europei         | Stoccarda | Lancio del martello | Argento   | 85,74 m     |                       |
| 1987 | Mondiali        | Roma      | Lancio del martello | Oro       | 83,06 m     | Record dei campionati |
| 1988 | Giochi olimpici | Seul      | Lancio del martello | Oro       | 84,80 m     | Record olimpico       |
| 1993 | Mondiali        | Stoccarda | Lancio del martello | 7º        | 78,56 m     |                       |

## Altre competizioni internazionali
1987
- Coppa Europa di atletica leggera ( Praga)

1993
- Coppa Europa di atletica leggera ( Roma)